# Kanton Loudéac
Loudéac is een kanton van het Franse departement Côtes-d'Armor.
Het kanton maakte deel uit van het arrondissement Loudéac tot dat op 10 september 1926 werd opgeheven en het werd ingedeeld bij het arrondissement Saint-Brieuc.

## Gemeenten
Het kanton Loudéac omvatte tot 2014 de volgende 6 gemeenten:
- Hémonstoir
- Loudéac (hoofdplaats)
- La Motte
- Saint-Caradec
- Saint-Maudan
- Trévé

Na de herindeling van de kantons bij decreet van 13 februari 2014, met uitwerking op 22 maart 2015, omvatte het kanton 11 gemeenten, waaronder alle gemeenten van het opgeheven kanton la Chèze.
Op 1 januari 2016 werden de gemeenten Plémet en La Ferrière samengevoegd tot de fusiegemeente (commune nouvelle) Les Moulins. Deze wordt vanaf 1 januari 2018 weer Plémet genoemd. 
Sindsdien omvat het kanton volgende 10 gemeenten : 
- Le Cambout
- La Chèze
- Coëtlogon
- Loudéac
- Plémet
- Plumieux
- La Prénessaye
- Saint-Barnabé
- Saint-Étienne-du-Gué-de-l'Isle
- Saint-Maudan